# Vilja Savisaar-Toomast

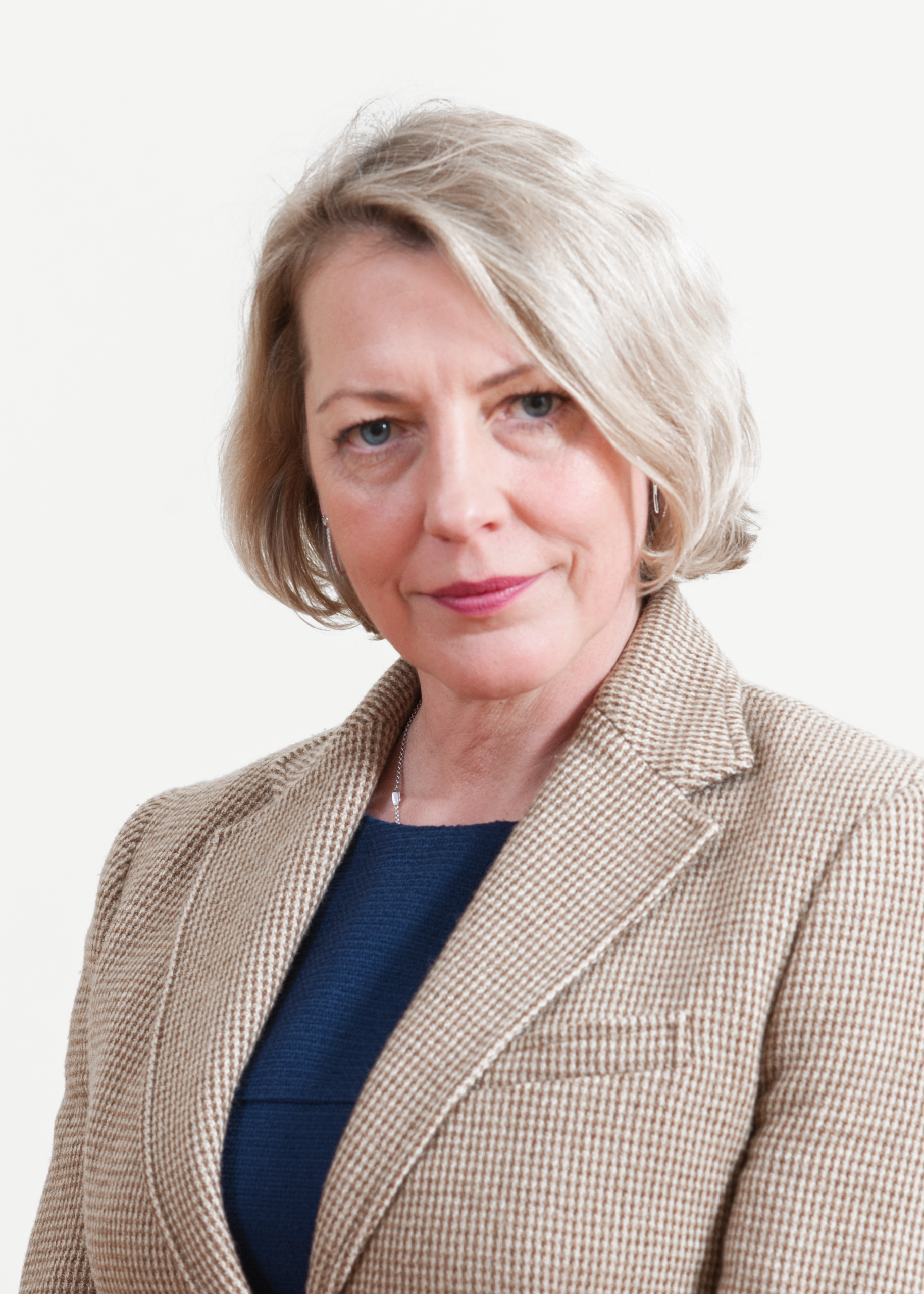
Vilja Savisaar-Toomast (2015)

Vilja Savisaar-Toomast (* 15. August 1962 in Antsla, Estnische SSR) ist eine estnische Politikerin. Sie gehört seit 2013 der Estnischen Reformpartei an. Zuvor war sie lange Mitglied der Estnischen Zentrumspartei (estnisch Eesti Keskerakond). Von 2009 bis 2014 war Vilja Savisaar Abgeordnete des Europäischen Parlaments.

## Leben und Politik
Vilja Savisaar-Toomast wurde als Vilja Laanaru im südestnischen Kreis Võru geboren. Nach ihrem Abitur 1980 studierte sie Psychologie an der Staatlichen Universität Tartu (Tartu Riiklik Ülikool). 1985 legte sie ihr Examen ab. Von 1988 bis 1990 war sie als Psychologin in der Privatwirtschaft tätig.
Von 1990 bis 2002 war Savisaar Redakteurin bei verschiedenen estnischen Zeitschriften. Daneben war sie auch politisch aktiv: von 1990 bis 1992 als persönliche Referentin von Ministerpräsident Edgar Savisaar, der später ihr Ehemann wurde, und von 1992 bis 1994 als Referentin des stellvertretenden estnischen Parlamentspräsidenten.
1997 trat sie der Estnischen Zentrumspartei bei. 1999 wurde Savisaar kurzzeitig Bürgermeisterin des Tallinner Stadtteils Nõmme, anschließend 2002 stellvertretende Bürgermeisterin und von 2005 bis 2007 Bürgermeisterin des Tallinner Stadtteils Põhja-Tallinn. Von 1999 bis 2002 gehörte sie dem Stadtrat von Tallinn an.
2003 wurde Vilja Savisaar als Abgeordnete der Estnischen Zentrumspartei in das estnische Parlament (Riigikogu) gewählt. Bei den Wahlen zum Europäischen Parlament wurde sie am 7. Juni 2009 als eine der beiden Europaabgeordneten der Zentrumspartei gewählt. Sie hatte das Abgeordnetenmandat in Straßburg bis 2014 inne. 2012 trat sie aus der Zentrumspartei aus und wurde im Juni 2013 Mitglied der Estnischen Reformpartei. Für diese zog sie 2015 bis 2016 wieder als Abgeordnete ins estnische Parlament ein und gehört diesem auch seit 2018 erneut an (Wiederwahl 2019).

## Privatleben
Vilja Savisaar war von 1996 bis 2009 die (dritte) Ehefrau des Vorsitzenden der Estnischen Zentrumspartei und ehemaligen estnischen Ministerpräsidenten Edgar Savisaar (1950–2022), der in dieser Zeit zweimal Oberbürgermeister von Tallinn war. Aus der Ehe ging eine Tochter hervor.
Im Juli 2010 heiratete Vilja Savisaar den estnischen Opernsänger Taimo Toomast (* 1963). Er brachte drei Kinder in die Ehe mit.